# Bukadaban Feng
A Bukadaban Feng (chinês tradicional: 布喀達坂峰, chinês simplificado: 布喀达坂峰, pinyin: Bùkā Dábǎn Fēng), Syn Qing Feng (chinês: 新青峰, pinyin: Xīn Qīng Fēng) ou Bokalik Tagh (chinês: 博卡雷克塔格山, pinyin: Bókǎléikè Tǎgé Shān), é uma montanha remota na fronteira entre as províncias de Sinquião e Chingai, na República Popular da China. O termo em chinês 'Bukadaban Feng' provém do uigure para "pico bisonte". Faz parte da cordilheira Kunlun na Ásia Oriental e Central. Com 6860 metros de altitude, o Bukadaban Feng é o pico mais alto da província de Chingai e tem uma proeminência topográfica de 1922 metros, o que o torna num pico ultraproeminente. O pico é considerado parte do Hoh Xil.